# Bernard Lani Davo
Bernard Lani Davo né au Bénin, plusieurs fois député à l'assemblée nationale du Bénin,  ancien ministre dans le gouvernement de Boni Yayi Bénin est un homme politique béninois.

## Biographie
Bernard Lani Davo est élu député de la 2e à la 4e législature du Bénin. Le 22 octobre 2008, à la suite d'un nouveau remaniement ministériel, il est nommé au poste de ministre de l’enseignement secondaire, de la formation technique et professionnelle,,,.

## Hommage
Le 4 mai 2021, il est fait Grand officier de l’Ordre national du Bénin.